# Morganite

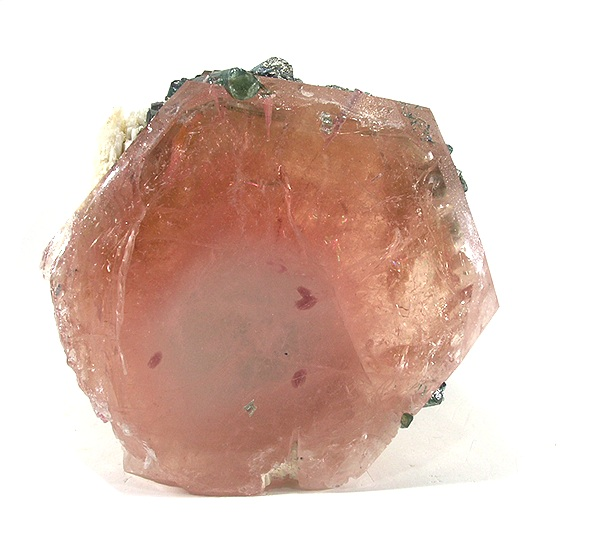
Morganite

La morganite è una varietà del berillo, di un colore rosa delicato, più o meno intenso. 
Il nome "Morganite" (che in origine si definiva semplicemente berillo rosa) le venne dato dal mineralogista statunitense George Frederick Kunz in onore del banchiere di New York John Pierpont Morgan, noto collezionista. 
Il berillo rosa deve la sua colorazione alla presenza di minime tracce di manganese, spesso associate ad impurità di cesio e di rubidio.
I principali giacimenti si trovano in Madagascar, dove la pietra fu scoperta nel 1911, e in Brasile.